# Andreas Brockmann
Andreas Brockmann (* 11. Juni 1967 in Bad Tölz) ist ein ehemaliger deutscher Eishockeyspieler und heutiger -trainer, der während seiner Karriere unter anderem für die Eisbären Berlin und die Düsseldorfer EG, mit denen er fünfmal Deutscher Meister wurde, aktiv war. Darüber hinaus stand er mehrmals im Kader der deutschen Nationalmannschaft. Im Jahr 1992 nahm er neben der Weltmeisterschaft in der Tschechoslowakei auch an den Olympischen Spielen in Frankreich teil.
Zwischen Dezember 2020 und Februar 2023 war Andreas Brockmann Cheftrainer bei den Dresdner Eislöwen aus der DEL2.

## Karriere

### Als Spieler
Brockmann stammt aus dem Nachwuchs des SC Reichersbeuern und wechselte von dort zum EC Bad Tölz. Dort begann er seine Karriere 1984 in der 2. Liga Süd. Nach nur einer Spielzeit verließ er den EC Bad Tölz und wechselte zur Saison 1985/86 innerhalb der Liga zum BSC Preussen. Dort entwickelte sich der Linksschütze zu einem der Leistungsträger. In den drei Jahren, die er beim BSC unter Vertrag stand, absolvierte er 140 Ligaspiele, in denen er 148 Scorerpunkte erzielen konnte. Im Sommer 1988 schloss er sich der Düsseldorfer EG an, mit der er in den folgenden Jahren fünf Mal die deutsche Meisterschaft gewinnen konnte, 1990, 1991, 1992, 1993 und 1996.
Nach neun Jahren verließ er die DEG zum Ende der Saison 1996/97 und unterschrieb einen Vertrag beim Heilbronner EC. Nachdem er dort gute Leistungen gezeigt hatte, konnte er sich noch einmal für die höchste deutsche Spielklasse, die Deutsche Eishockey Liga, empfehlen. Folglich wurden die Verantwortlichen der Eisbären Berlin auf den gelernten Stürmer aufmerksam und verpflichteten Brockmann 1998. Mit den Eisbären nahm er an der European Hockey League teil, wo er mit seinem neuen Arbeitgeber den dritten Platz erreichte. Brockmann konnte sich in Berlin allerdings nicht durchsetzen und wurde während der Saison nur 21 Mal eingesetzt. Anschließend kehrte er zu Beginn der Spielzeit 1999/2000 zur Düsseldorfer EG zurück. Dort sollte er helfen, die Rückkehr in die DEL zu realisieren. Dieses Ziel wurde letzten Endes auch erreicht. Brockmann hatte an diesem Erfolg einen großen Anteil, so konnte er 59 Partien 52 Punkte erzielen. Schließlich verließ er den Verein wieder. Es folgte ein weiterer Wechsel zum SC Riessersee, der damals ebenfalls in der 2. Bundesliga aktiv war. Dort beendete er seine Karriere 2001 im Alter von 34 Jahren.

### Als Trainer
Nach seiner aktiven Spielerkarriere bemühte er sich um einen Trainerposten, den er zur Saison 2003/04 bei seinem Ex-Klub, den Berlin Capitals, bekam. In der Folge führte er die Capitals aus der Regionalliga in die Oberliga. In der Spielzeit 2007/08 trainierte er erfolgreich die Landshut Cannibals und führte diese ins Finale der Playoffs der Zweiten Liga, die erst im letzten Spiel von den Kassel Huskies gewonnen wurden. Von 2008 bis 2011 stand er für die Nürnberg Ice Tigers aus der Deutschen Eishockey Liga hinter der Bande. Dort war er der Nachfolger des Kanadiers Benoît Laporte. Von Januar 2014 an trainierte Brockmann den EV Landshut, bis er im Dezember 2014 aus gesundheitlichen Gründen zurücktrat.
Ab Juli 2016 war er Trainer des ESV Kaufbeuren, den er dreimal in Folge in das Play-off-Halbfinale der DEL2 führen konnte. Im April 2018 verlängerte er seinen Vertrag um zwei weitere Jahre. Am 2. April 2020 gab der Verein bekannt, dass man sich von Brockmann trennen würde.
Im Dezember 2020 wurde Brockmann Nachfolger von Rico Rossi als Cheftrainer bei den Dresdner Eislöwen aus der DEL2. Anfang Februar 2023 trennten sich die Dresdner Eislöwen mit sofortiger Wirkung von Andreas Brockmann, um einen neuen Impuls für die verbleibenden Spiele zu setzen.

## Erfolge und Auszeichnungen
- 2022 Trainer des Jahres der DEL2[6]